# Martina Stoessel
Martina Alejandra Stoessel Muzlera (n. 21 martie 1996, Buenos Aires, Argentina), de asemenea cunoscută ca și Tini Stoessel, este o actriță, model, cântăreață, compozitoare și dansatoare argentiniană care a câștigat popularitate internațională pentru rolul său de debut ca Violetta în telenovela originală Disney Channel.
Debutul său ca actriță a fost în 2007, în Patito Feo, unde a interpretat-o pe Martina și, de asemenea, pe tânăra Anna. În 2013, Martina Stoessel și colega ei din serialul Violetta, Lodovica Comello au fost vocile lui Carrie și, respectiv, Britney, în Monsters University.
Pe 12 mai 2014, Martina și-a publicat autobiografia sa în Argentina pentru prima oară, intitulată Simplemente Tini.

## Viața și cariera

### Copilăria și începuturile carierei
Martina Stoessel s-a născut în anul 1997 în Buenos Aires, Argentina, și este fiica lui Alejandro Stoessel și Mariana Muzlera. A studiat de la 4 ani pianul, teatrul și dansul. Și-a început pregătirea artistică de mică, practicând cursuri de teatru, canto și cursuri de dans.
În 2007, ea a jucat în primul sezon al telenovelei argentiniene Patito Feo, în rolul Martinei, una dintre asistenții lui Fito Bernardi, și, de asemenea, a jucat-o și pe Anna ca un copil, o prietenă de-al lui Leandro, pe care a întâlnit-o într-o pădure, în flashback-uri, în același serial. A mai participat și la show-ul argentinian U-Mix împreuna cu protagoniștii din serialul Violetta.
Prietena cea mai bună a Martinei din copilărie a fost Diana, o fată foarte talentată la dans care a apărut, ca și Martina, la multe emisiuni TV. Debutul Martinei Stoessel a fost în serialul argentinian Violetta. Prietena ei cea mai buna pe platoul din Violetta este Mercedes Lambre.

### 2011–2014:Violetta
În 2011, Stoessel a primit rolul principal în Disney Channel Violetta, o co-producție între America Latină, Europa, Orientul Mijlociu și Africa, în care ea joacă personajul Violetta Castillo. Stoessel cântă melodia temă a seriei, lansată pe 5 aprilie 2012, și intitulată „În lumea mea”, și de asemenea, versiunea în limba italiană, intitulată „Nel mio mondo”. Pentru acest rol a câștigat un premiu pentru „Actrița Apocalipsă” în ediția din 2012 a „Kids' Choice Awards' Argentina” și a fost, de asemenea, nominalizată pentru versiunea americană, „Nickelodeon Kids' Choice Awards”, la categoria „Artista Latină Favorită”. De asemenea, a participat la programele de televiziune U-Mix.
În 2011, ea a fost aleasă să cânte versiunea în limba spaniolă a piesei lui Shannon Saunders, „Glow”, numită „Tu Resplandor”. Ea cântă, de asemenea, această versiune pentru evenimentul final Disney Channel America Latină, Celebratón, la 31 decembrie 2011.
În 2013, a fost de asemenea confirmat că ea va fi vocea lui Carrie din Monsters University în versiunea italiană a filmului, cu colega ei din serialul Violetta, Lodovica Comello.

### 2015–2017:Tini: Filmulși debutul solo muzical
Stoessel și câțiva membri ai serialului Violetta au filmat filmul, Tini: Marea Schimbare a Violettei. Filmul a fost filmat între opririle de concert pentru turneul internațional final al seriei de televiziune. Producția a început la 7 octombrie 2015 și s-a încheiat la mijlocul lunii decembrie 2015, unde filmul a fost filmat în diverse locații internaționale, printre care Sicilia, Cádiz , Spania, Madrid și Buenos Aires. O remorcă de teaser cu scene din film a fost lansată la sfârșitul lunii decembrie 2015.  Filmul a fost lansat în diferite țări din America Latină și Europa. El urma să fie eliberat în Argentina la 14 iulie 2016, dar a fost eliberat mai devreme la 2 iunie 2016.   
La  21 august 2015, a anunțat că Stoessel semnat un contract de înregistrare cu Hollywood Records pentru a-și lansa propriul material solo sub numele "Tini". Din ianuarie 2016 până la începutul lunii martie 2016, ea și-a înregistrat albumul de debut în Los Angeles, California. Albumul său de debut, Tini , a fost lansat la nivel mondial în formate digitale și fizice pe 29 aprilie 2016. Albumul conține două discuri: unul care servește ca coloana sonoră a lui Tini: albumul solo al filmului și al lui Stoessel, cu cantece de limbă spaniolă și engleză. Stoessel a anunțat că "Siempre Brillarás" va fi singura melodie folosită pentru promovarea lansării filmului Tini: Marea Schimbare a Violettei. Cântecul a fost disponibil pentru fani, la 25 martie 2016, cu achiziționarea "pre-comandă" a albumului său de debut. Cântecul a fost înregistrat și în limba engleză și a fost lansat sub titlul "Born to Shine". Videoclipul muzical pentru "Siempre Brillarás", cu scene din filmul Tini: Marea Schimbare a Violettei, a fost lansat pe 25 martie 2016. Videoclipul muzical al celui de-al doilea single promoțional, "Losing the Love", a fost lansat pe 6 mai 2016, videoclipul a inclus clipuri din film. Stoessel a interpretat melodii din albumul său de debut la prima expoziție, în calitate de artist solo la "La Usina del Arte" din Buenos Aires, la 12 iunie 2016, la care fost filmată și a fost difuzat show-ul pe canalul oficial YouTube de la 22 august până la 28 august 2016. La data de 24 iunie 2016, Stoessel a lansat primul său single "Great Escape", împreună cu versiunea în limba spaniolă a piesei "Yo Me Escaparé". Videoclipul pentru "Great Escape" a fost filmat în Buenos Aires și lansat mai târziu la 8 iulie 2016.  La 14 octombrie 2016, Stoessel a lansat ediția completă (deluxe) a albumului său de debut, care include "Yo Me Escaparé" versiunea în spaniolă a piesei "Great Escape", "Got Me Started" cu versiunea în spaniolă fiind "Ya No Hay Nadie Que Nos Pare", alături de solistul columbian Sebastián Yatra. Stoessel a lansat "Got Me Started", alături de "Ya No Hay Nadie Que Nos Pare", ca al doilea single solo care a coincis cu lansarea ediției "deluxe" a albumului ei. Videoclipul pentru "Got Me Started" a fost lansat pe data de 8 decembrie 2016, iar videoclipul pentru "Ya No Hay Nadie Que Nos Pare" a fost lansat pe 19 ianuarie 2017. A fost lansat al treilea solo single al lui Stoessel, "Si Tú Te Vas" pe 5 mai 2017, alături de videoclipul muzical al piesei. La 18 martie 2017, Stoessel a început primul turneu solo, "Got Me Started Tour", plecând de la Europa și apoi îndreptându-se către America Latină. 
În vara anului 2017, Stoessel a jucat în două episoade din al doilea sezon al emisiunii de televiziune Disney Channel Latin America, Soy Luna. În iunie, Stoessel a prezentat la "Todo Es Posible", o colaborare cu David Bisbal, interpret în spaniolă, pentru coloană sonoră a filmului Tad Jones: The Hero Returns.  În iulie, Stoessel a prezentat "It's a Lie", piesa din cel de-al treilea album al studioului Night & Day de la The Vamps. Martina Stoessel a apărut alături de colegul său artist și de patronul fundației Voz Por La Paz, Odino Faccia pe imnul păcii mondiale, "Somos El Cambio", scris de fostul președinte al Statelor Unite , Barack Obama, iar piesa a fost interpretată pentru prima oară la ceremonia Red Voz Por La Paz anul trecut. 

### 2017–2019:Quiero VolverșiLa Voz Argentina
Cel de-al doilea album al lui Stoessel, intitulat Quiero Volver, a fost lansat pe 12 octombrie 2018. Colaborarea dintre Stoessel și cantaretul venezuelian Nacho, intitulată "Te Quiero Más", a fost lansată pe 13 octombrie 2017 ca primul single al albumului. În decembrie 2017, Stoessel a făcut o apariție specială ca ea însăși într-un episod al telenovelei Las Estrellas și, a apărut într-un remix de "Lights Down Low" de MAX, intitulat "Mix Latin". La 6 aprilie 2018, Stoessel a lansat "Princesa", un duet cu Karol G, ca al doilea single de pe al doilea album. "Princesa" a devenit primul single al lui Stoessel la topul graficului național din Argentina. La 22 iunie 2018, Stoessel a lansat "Consejo de Amor", cu formația folk-rock Morat, ca al treilea single de pe al doilea album. Pe 26 iulie 2018, Stoessel a apărut alături de Flo Rida pe un remix al single-ului "La Cintura" al lui Álvaro Soler. La 3 august 2018, Stoessel a lansat piesa cu titlulul "Quiero Volver", un duet cu Sebastián Yatra, ca al patrulea single de pe al doilea album. La 24 august 2018, Stoessel a fost prezentată împreună cu cântăreața columbiană Greeicy într-un remix al piesei "Lo malo" de către cântărețele spaniole Aitana și Ana Guerra. În septembrie 2018, Stoessel a anunțat al doilea turneu de concerte, Quiero Volver Tour, care a început pe 13 decembrie 2018 la Buenos Aires pe Stadionul Luna Park. La 2 noiembrie 2018, Stoessel a lansat "Por Que Te Te Vas", o colaborare cu Cali y El Dandee, ca al cincilea single de pe al doilea album. În aceeași lună, ea a fost prezentată împreună cu Chelcee Grimes și Jhay Cortez la melodia "Wild", piesa de pe albumul de debut al lui Jonas Blue, lansat ca single în februarie 2019. 
În august 2018, a fost anunțat că Stoessel s-a alăturat echipei La Voz Argentina ca antrenor al celui de-al doilea sezon al show-ului. Stoessel a înregistrat vocea lui Moxy în versiunea spaniolă dublată a filmului animat de comedie UglyDolls, lansat în mai 2019.

### 2019–prezent: Al treilea album următor
Colaborarea dintre Stoessel și Greeicy, intitulată "22", a fost lansată la 3 mai 2019 ca primul single al celui de-al treilea album al lui Stoessel. Cântecul a atins numărul zece în Argentina Hot 100 (Billboard Argentina) și a devenit primul single de top zece al lui Stoessel pe grafic. La 14 iunie 2019, Stoessel a apărut pe "Sad Song", o colaborare cu DJ-ul Alesso din Suedia.

## Filmografie
| An   | Titlu               | Rol               | Note                     |
| ---- | ------------------- | ----------------- | ------------------------ |
| 2013 | Monsters University | Carrie Williams   | Voce dublată în italiana |
| 2014 | Violetta            | Însuși / Violetta | Concert film             |
| 2016 | Tini: Filmul        | Tini              | Film                     |
| 2019 | UglyDolls           | Moxy              | Voce dublată în spaniolă |

| An      | Titlu            | Rol               | Note                                                |
| ------- | ---------------- | ----------------- | --------------------------------------------------- |
| 2007    | Patito Feo       | Martina/Anna      | Sezon 1                                             |
| 2012-15 | Violetta         | Violetta Castillo | Rol principal; telenovela originală Disney Channel. |
| 2017    | Soy Luna         | Tini              | Rol de invitat                                      |
| 2017    | Las Estrellas    | Tini              | Rol de invitat                                      |
| 2018    | La Voz Argentina | Antrenor          | Sezon 2                                             |

## Discografie

### Single-uri promoționale
| Titlu             | An   | Album                        |
| ----------------- | ---- | ---------------------------- |
| „En mi mundo”     | 2012 | Violetta                     |
| „Hoy somos más”   | 2013 | Hoy somos más                |
| „In My Own World" | 2013 | Disney Channel Play It Loud" |
| „Supercreativa”   | 2014 | Gira mi canción              |

### Alte apariții
| Titlu           | An   | Album                 |
| --------------- | ---- | --------------------- |
| „Tu resplandor” | 2011 | Celebratón in Concert |

### Videoclipuri
| Cântec                                 | An   | Director(i)              |
| -------------------------------------- | ---- | ------------------------ |
| „En mi mundo” (În lumea mea)           | 2012 | Jorge Nisco Martín Saban |
| „Te creo” (Te cred)                    | 2012 | Jorge Nisco Martín Saban |
| „Entre tú y yo” (Între tine și mine)   | 2012 | Jorge Nisco Martín Saban |
| „Tienes todo” (Ai totul)               | 2012 | Jorge Nisco Martín Saban |
| „Habla si puedes” (Vorbește dacă poți) | 2012 | Jorge Nisco Martín Saban |
| „Junto a ti” (Cu tine)                 | 2012 | Jorge Nisco Martín Saban |
| „Ven y canta” (Vino și cântă)          | 2012 | Jorge Nisco Martín Saban |
| „Nel mio mondo” (În lumea mea)         | 2012 | Jorge Nisco Martín Saban |
| „Hoy somos más” (Azi suntem mai mulți) | 2013 | Jorge Nisco Martín Saban |

## Premii și nominalizări
| An   | Premiu                          | Categorie              | Nominalizare | Rezultat     |
| ---- | ------------------------------- | ---------------------- | ------------ | ------------ |
| 2012 | Kids' Choice Awards Argentina   | Novice feminină        | Violetta     | Câștigat     |
| 2013 | Nickelodeon Kids' Choice Awards | Artistul Latin Favorit | Violetta     | Nominalizare |
| 2013 | Premios Martín Fierro           | Novice feminină        | Violetta     | Câștigat     |